# جولیان رینارد
جولیان رینارد (انگلیسی: Julian Reinard؛ زادهٔ ۵ مارس ۱۹۸۳) بازیکن فوتبال اهل آلمان است.
از باشگاه‌هایی که در آن بازی کرده‌است می‌توان به باشگاه فوتبال فرایبورگ اشاره کرد.